# Divisione di Farrer
La divisione di Farrer è una divisione elettorale australiana nello stato del Nuovo Galles del Sud. La divisione fu creata nel 1949 e dedicata a William Farrer, agronomo australiano. Prende tutto il confine occidentale dello Stato ed è sempre stato un seggio sicuro non laburista, tenuto a fasi alterne dai liberali e dai nazionali.

## Deputati
| Deputato | Deputato        | Partito   | Periodo   |
| -------- | --------------- | --------- | --------- |
|          | David Fairbairn | Liberale  | 1949–1975 |
| Wal Fife | 1975–1984       | Liberale  |           |
|          | Tim Fischer     | Nazionale | 1984–2001 |
|          | Sussan Ley      | Liberale  | dal 2001  |